# إدوارد براكستون
إدوارد براكستون (بالإنجليزية: Edward Braxton)‏ هو كاهن كاثوليكي أمريكي، ولد في 28 يونيو 1944 في شيكاغو في الولايات المتحدة.